# Soyapango
Soyapango là một khu tự quản ở departmento San Salvador của El Salvador. Soyapango có một trung tâm thương mại, nó là một trung tâm hiện đại mới được gọi là Plaza Mundo. Thành phố là khu vực đông dân nhất thứ hai trong cả nước này, với dân số 290.412 người. Soyapango tọa lạc trên một tuyến đường chính giữa San Salvador và một phần phía đông của đất nước, và gần 70.000 xe đi qua nó mỗi ngày. Biệt hiệu cho thành phố nhỏ này là đậu nành. Nó nổi tiếng là một thành trì Mara Salvatrucha.